# 露木茂のHOTほっと土曜ワイド
露木茂のHOTほっと土曜ワイド（つゆきしげるのホットほっとどようワイド）は、かつて文化放送で1999年1月9日から12月18日にかけて毎週土曜日に放送していたラジオ番組。

## 概要
当時フジテレビのアナウンサーだった露木茂をメインパーソナリティに迎えて、音楽や落語を含め様々な話題と情報を放送した。アシスタントは、タレントの岡元あつこと飯塚治（当時文化放送アナウンサー）。

## 放送時間
- 毎週土曜日 9:00 - 13:00（JST）

## 主なコーナー
ナイターシーズン中とナイターオフとでは、一部放送構成が違っていた。
ナイターシーズン中のコーナー
- ねんりんピック応援コーナー（毎年秋に開催されるねんりんピックに向けて、開催会場地域に在住の高齢者と電話を結んで、ねんりんピックへの意気込みやプライベートの話を聞いていたコーナー。全国ネットで放送していた。その後、このコーナー枠は『みのもんたのウィークエンドをつかまえろ』（マツダ提供降板後）の14時台などを経て、2008年度までは『キンキンのサンデー・ラジオ』で15時5分頃に放送していたが、2009年2月15日で突然の打ち切りにともない2008年度で終了した。2009年度以降は放送していない）

ナイターオフ中のコーナー
- 塚本産業のあったかいお話（塚本産業提供。全国5局ネット）
- おしゃれ達人（ラグラックス信和提供。おしゃれにうるさい大人の男性を目指して、服装のTPOをマスターするべく、デザイナーの池田ゆうをスタジオに毎回招いて、おしゃれ達人を目指そうというコーナー。全国6局ネット）

| 文化放送 土曜9:00 - 13:00枠   | 文化放送 土曜9:00 - 13:00枠 | 文化放送 土曜9:00 - 13:00枠                                                              |
| 前番組                        | 番組名                      | 次番組                                                                                   |
| ----------------------------- | --------------------------- | ---------------------------------------------------------------------------------------- |
| 石倉三郎のどーん!と土曜ワイド | 露木茂のHOTほっと土曜ワイド | くわまん・和歌子のサタ×サタ （2001年9月まで 9:00 - 13:00、2001年10月以降 10:00 - 13:00） |